# 中原信雄
中原 信雄（なかはら のぶお、1957年2月1日 - ）は、日本のミュージシャン、音楽プロデューサー。東京都出身。主な担当楽器はベース。

## 来歴
1981年、FILMSのメンバーとしてデビュー。 FILMS解散後の1982年、野宮真貴のバックバンド（後のポータブル・ロック）に参加。同時期にヤプーズ結成。現在に至るまでリーダーを務める。
これまで遊佐未森、種ともこ、小泉今日子、モダンチョキチョキズなど数多くのアーティストへの楽曲提供他、編曲家、プロデューサーとして幅広く活動。

## 参加作品
- 飯塚雅弓
  - 『Fly Ladybird fly』
  - 『ひまわり』
  - 『mine』
  - 『ファイト!! with MAYU☆夏SELECTION』
  - 『君へ。。。 with MAYU☆冬SELECTION』
- 門あさ美
  - 『BELLADONNA』
- 楠瀬誠志郎
  - 『宝島』
  - 『冒険者たち』
- CHAGE
  - 『2nd』
- 戸川純
  - 『好き好き大好き』
  - 『裏玉姫』
  - 『20th Jun Togawa』
- 早瀬優香子
  - 『ポリエステル (Polyester)』
- 原由子
  - 『MOTHER』
- ピチカート・ファイヴ
  - 『couples』
  - 『女王陛下のピチカート・ファイヴ』
  - 『a quiet couple』
- ふきのとう
  - 『Heartstrings』
- 遊佐未森
  - 『瞳水晶』
  - 『空耳の丘』
  - 『ハルモニオデオン』
  - 『HOPE』
  - 『モザイク』
  - 『アルヒハレノヒ』

## 作曲・編曲作品
- 小泉今日子
  - 「ケチャップつけた安全剃刀」（作曲）
- ふきのとう
  - 「美しい町」（編曲）
  - 「アメリカ帰りのジェントルマン」（編曲）
  - 「僕でいいなら」（編曲）
- 宮村優子
  - 「12才の旗」（作曲・編曲）
- 遊佐未森
  - 作曲
    - 「雪溶けの前に」「シリウス」

  - 編曲
    - 『ハルモニオデオン』全曲、『HOPE』全曲、『モザイク』12曲中9曲
- モダンチョキチョキズ
  - 「素敵な空気」（編曲）